# Sitia flygplats
Sitia flygplats är en flygplats i Grekland. Den ligger i prefekturen Nomós Lasithíou och regionen Kreta, i den sydöstra delen av landet, 400 km sydost om huvudstaden Aten. Sitia flygplats ligger 106 meter över havet.